# Salvatore Mazzamuto
Salvatore Mazzamuto (Palermo, 10 maggio 1947) è un giurista italiano, sottosegretario di Stato alla Giustizia nel governo Monti.

## Biografia
È figlio dello storico della letteratura Pietro Mazzamuto. Laureato in Giurisprudenza, Avvocato cassazionista, nel ruolo dei professori universitari di I fascia dal 1º novembre 1980. Ha insegnato Istituzioni di Diritto Privato all'Università di Palermo. Diviene preside della Facoltà di Giurisprudenza della stessa università. 
È stato, inoltre, docente di "Ordinamento Giudiziario" - cattedra di Diritto Processuale Civile - presso la Facoltà di Giurisprudenza dell'Università Kore di Enna.
Dal 1998 al 2002 è stato membro laico del Consiglio Superiore della Magistratura in quota Lista Dini-Rinnovamento Italiano e Socialisti Democratici Italiani dal Parlamento in seduta comune indicato dal centro-sinistra.
Nell'ultimo governo Berlusconi è stato consigliere giuridico del ministro della Giustizia Angelo Alfano.
Il 28 novembre 2011 è stato proposto dal governo Monti come Sottosegretario alla Giustizia. Ha giurato il giorno successivo. È rimasto sottosegretario fino all'aprile 2013.
Nel governo Letta è consigliere giuridico del vicepresidente del consiglio Alfano.
Ha successivamente ripreso l'insegnamento ed è docente ordinario di Diritto civile all'Università degli Studi Roma Tre.

## Opere
- L'attuazione degli obblighi di fare, Jovene, 1978
- Controlli e sanzioni nei rapporti di finanziamento, Stass, 1979
- L'esecuzione forzata, UTET, 1998
- Manuale ipertestuale del diritto privato (con Rosalba Alessi e Alfredo Galasso), UTET, 2001
- Il mobbing, Giuffrè, 2004
- Manuale di diritto privato europeo (con Carlo Castronovo), Giuffrè, 2007
- Rimedi specifici e responsabilità, ISEG, 2011
- Il contratto di diritto europeo, Giappichelli, 2012
- I rimedi nel diritto privato europeo (con Armando Plaia), Giappichelli, 2012